# Fußball Bezirksliga
De Fußball Bezirksliga is in Duitsland de naam van een van de lagere speelklassen in verschillende sporten. De Bezirksliga wordt georganiseerd door de sportbond die voor meerdere Landkreise of Kreisfreie Städte verantwoordelijk is en die onder de nationale sportbond staat.

## Geschiedenis
Tot 1933 was de Bezirksliga voor de meeste Duitse regionale voetbalbonden de hoogste speelklasse, toen de Gauliga de nieuwe hoogste speelklasse werd en de Bezirksliga de nieuwe tweede klasse. Na de Tweede Wereldoorlog was de Bezirksliga lang de vijfde speelklasse onder de Bundesliga, de 2. Bundesliga, de Verbandsliga en de Landesliga. Door verschillende hervormingen op nationaal en regionaal niveau is de Bezirksliga nu afhankelijk van de regionale voetbalbond de zevende of de achtste speelklasse.
In de DDR was de Bezirksliga de derde klasse.